# Aragona di Sicilia

Stemma del Casato d'Aragona, sovrani di Sicilia

Gli Aragona di Sicilia furono un ramo cadetto della dinastia reale della Casa d'Aragona fondato nel XIII secolo.
Derivato dal lato femminile dalla dinastia sveva degli Hohenstaufen, i suoi membri furono Re di Sicilia dal 1302 al 1410.

## Storia

### Origini

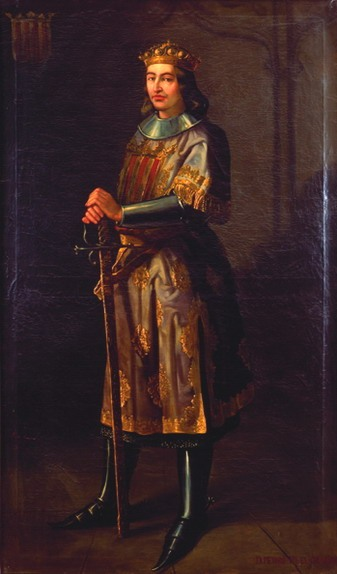
Pietro III d'Aragona, dipinto del 1885

Il passaggio del Regno di Sicilia sotto la Dinastia Aragonese ebbe ufficialmente luogo nell'agosto 1282, quando il re Pietro III d'Aragona fu incoronato a Palermo come suo sovrano, col nome di "Pietro I di Sicilia", insieme alla sua consorte Costanza II, ultima erede del casato Hohenstaufen-Altavilla che aveva governato l'isola. Costanza era infatti figlia del re Manfredi di Sicilia, al quale gli Angioini avevano tolto il possesso del regno isolano, dopo essere caduto e sconfitto nella battaglia di Benevento del 1266.
Il Re Pietro I aveva infatti appoggiato la rivolta antiangioina dei Vespri siciliani per riscattare i diritti ereditari che la moglie Costanza II vantava, poiché era stata designata erede al trono del padre Manfredi dal cugino il duca Corradino di Svevia, prima che questi fosse fatto giustiziare dal re Carlo I d'Angiò nel 1268.

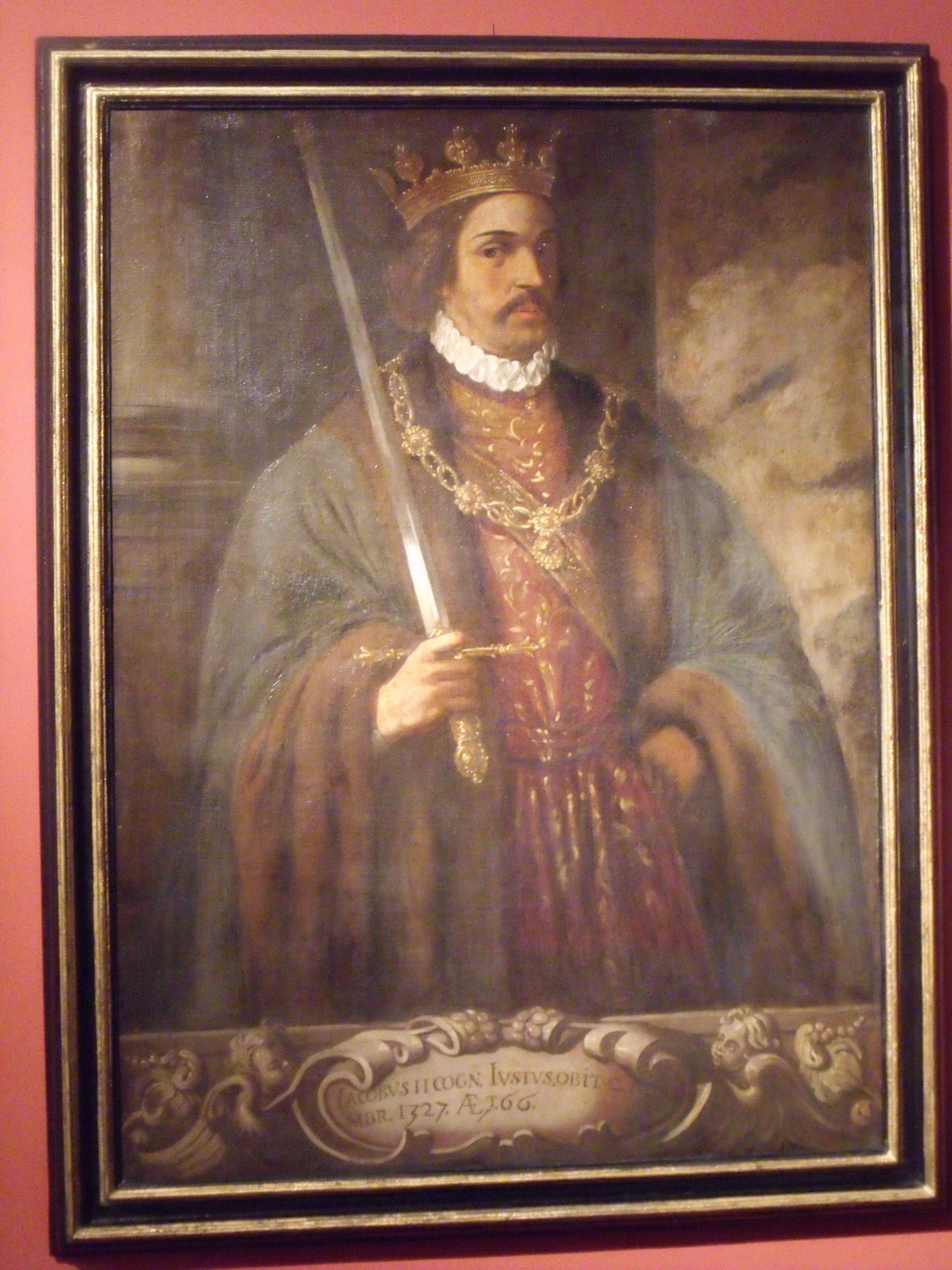
Giacomo II di Aragona

A Pietro succedette il figlio secondogenito Giacomo I di Sicilia, che nel 1294 con il re francese Carlo II d'Angiò stipulò il Trattato di Anagni, con il quale restituiva la Sicilia agli Angioini, in cambio della sovranità sulla Sardegna e la Corsica, dategli dalla Chiesa.

### Federico III d'Aragona di Sicilia

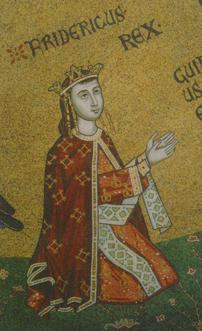
Mosaico dell'abside dell'altare maggiore del Duomo di Messina raffigurante Federico III di Sicilia

Il trattato di pace ebbe la disapprovazione dei Siciliani: l'11 dicembre 1295 si riunirono nel Parlamento siciliano a Palermo, conti, baroni, cavalieri e sindaci delle città isolane, che dichiararono decaduto il Re Giacomo ed elessero nuovo sovrano il fratello minore e luogotenente generale del Regno di Sicilia, Federico.
Con Federico III (1273-1337) ebbe inizio il ramo siciliano della Real Casa d'Aragona, sotto il quale ebbero fine i Vespri Siciliani che insanguinavano l'isola, con la Pace di Caltabellotta del 1302, in cui si proclamò Re di Sicilia. A seguito della pace fatta coi reali francesi, sposò la principessa Eleonora d'Angiò, figlia del Re Carlo II d'Angiò, che lo rese padre di nove figli.

### Pietro II, Ludovico e Federico IV

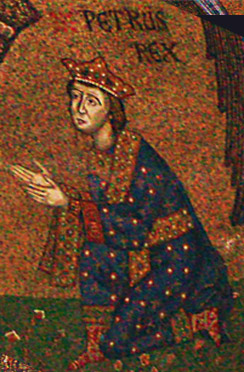
Pietro II di Sicilia

Di questi, il primogenito, Pietro II (1304-1342), fu suo successore al trono; il settimogenito Giovanni, marchese di Randazzo (1317-1348), che da reggente del Regno dopo la morte del fratello Pietro II, nel 1348 prima di morire a causa della peste nera, stipulò con gli Angioini la Pace di Catania, con il quale costoro rinunciavano ad ogni pretesa sulla Sicilia.

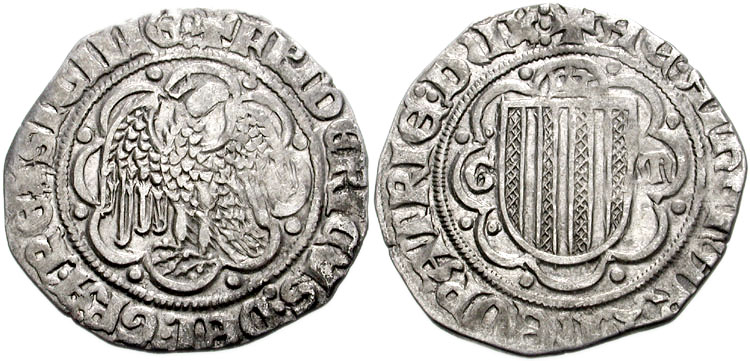
Pierreale di Federico IV di Sicilia
(Zecca di Messina, 1360)

Successore di Pietro II, fu Ludovico (1335-1355), detto il Fanciullo, divenuto Re di Sicilia a soli sette anni. Ebbe come tutori lo zio paterno il Marchese Giovanni e la madre Elisabetta di Carinzia, ed essendo morto giovanissimo senza lasciare eredi legittimi, gli succedette il fratello minore Federico IV (1341-1377), detto il Semplice. Detto Federico, quinto re aragonese della Sicilia, sposò dapprima Costanza d'Aragona, figlia del re Pietro IV, e poi la nobildonna Antonia del Balzo, figlia di Francesco, duca di Andria, ed ebbe una sola figlia legittima, dalla prima unione, Maria.

### Estinzione

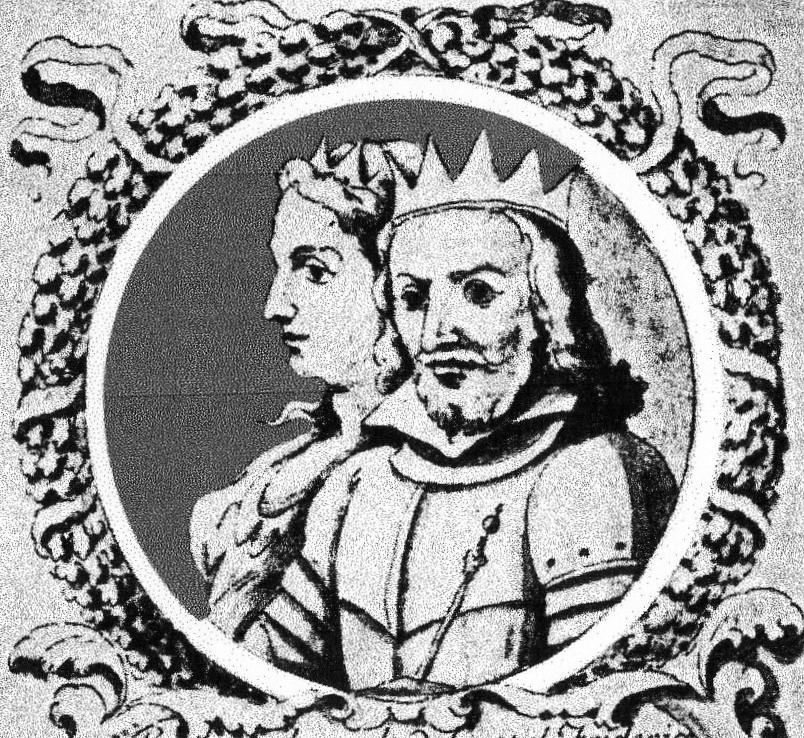
La regina Maria di Sicilia con Martino

Maria di Sicilia (1363-1401) fu l'ultima discendente della famiglia reale aragonese-siciliana. Dopo la sua morte avvenuta nel 1401, il Regno di Sicilia tornò ad essere dominio del principale ramo della dinastia aragonese derivata dalla Casa di Barcellona, poiché avendo sposato nel 1392 il principe Martino I di Sicilia, questi gli succedette come sovrano dell'isola, fino al 1409.
Gli succedette Martino I di Aragona, come Martino II di Sicilia. Era figlio della principessa Eleonora di Sicilia, figlia di Pietro II di Sicilia. Però morì senza eredi nel 1410, e la Sicilia nel 1412 finì così alla casa Trastámara d'Aragona, fondata da Ferdinando I d'Aragona, figlio di Eleonora d'Aragona e Sicilia.

## Rami collaterali
I Sovrani di Sicilia appartenenti alla stirpe aragonese generarono molti figli naturali, dai quali si originarono alcuni rami collaterali.
Il re Pietro I di Sicilia fu padre di Sancio († 1334), signore di Militello in Val Demone, giunto in Sicilia nel 1312, da cui ebbe origine il ramo dei signori di Cammarata, per via del suo matrimonio con Macalda Palizzi, figlia di Vinciguerra.
Suo figlio il re Federico III di Sicilia, dalla sua amante la nobildonna catanese Sibilla Sormella ebbe quattro figli, di cui due maschi. Uno fu Alfonso Federico (1290-1339), che fu vicario generale del Ducato di Atene, dal 1317, e del Ducato di Neopatria, dal 1319, triarca dell'isola di Eubea, dal 1318, signore di Salona, dal 1320 e conte di Malta e di Gozo, dal 1330, alla sua morte. Da Alfonso Federico ebbe origine la dinastia Fadrique d'Aragona dei signori, poi conti, di Salona, molto potente in Grecia, che si estinse alla fine del XIV secolo con Luigi Fadrique d'Aragona († 1382); l'altro fu Orlando († 1361), da cui ebbe origine il ramo dei baroni di Avola, che nel XV secolo confluirà nei Tagliavia.

## Genealogia
|                      |                      |                                          |                                          |                                                |                                                |                     |                     |                                                              |                                                              |                                                                                            |                                                                                            |                                                    |                                                    |                                                                                    |                                                                                    |                                                                     |                                                                     |                                                                    |                                                                    |                      |                      |                                              |                                              |
|                      |                      |                                          |                                          |                                                |                                                |                     |                     |                                                              |                                                              |                                                                                            |                                                                                            |                                                    |                                                    |                                                                                    | Federico, XVIII re di Sicilia (1273-1337) Eleonora d'Angiò                         |                                                                     |                                                                     |                                                                    |                                                                    |                      |                      |                                              |                                              |
|                      |                      |                                          |                                          |                                                |                                                |                     |                     |                                                              |                                                              |                                                                                            |                                                                                            |                                                    |                                                    |                                                                                    |                                                                                    |                                                                     |                                                                     |                                                                    |                                                                    |                      |                      |                                              |                                              |
|                      |                      |                                          |                                          |                                                |                                                |                     |                     |                                                              |                                                              |                                                                                            |                                                                                            |                                                    |                                                    |                                                                                    |                                                                                    |                                                                     |                                                                     |                                                                    |                                                                    |                      |                      |                                              |                                              |
|                      |                      |                                          |                                          |                                                |                                                |                     |                     | Pietro, XIX re di Sicilia (1304-1342) Elisabetta di Carinzia | Pietro, XIX re di Sicilia (1304-1342) Elisabetta di Carinzia | Costanza (1305-1344) I Enrico II di Cipro, II Leone V d'Armenia, III Giovanni di Lusignano | Costanza (1305-1344) I Enrico II di Cipro, II Leone V d'Armenia, III Giovanni di Lusignano | Manfredi, duca di Atene e di Neopatria (1306-1317) | Manfredi, duca di Atene e di Neopatria (1306-1317) | Isabella (1310-1349) Stefano II di Baviera                                         | Isabella (1310-1349) Stefano II di Baviera                                         | Guglielmo, principe di Taranto (1312-1338) Maria Alvarez di Ejerica | Guglielmo, principe di Taranto (1312-1338) Maria Alvarez di Ejerica | Giovanni, duca di Atene e di Neopatria (1317-1348) Cesarina Lancia | Giovanni, duca di Atene e di Neopatria (1317-1348) Cesarina Lancia | Caterina (1320-1342) | Caterina (1320-1342) | Margherita (1331-1377) Rodolfo II di Baviera | Margherita (1331-1377) Rodolfo II di Baviera |
|                      |                      |                                          |                                          |                                                |                                                |                     |                     |                                                              |                                                              |                                                                                            |                                                                                            |                                                    |                                                    |                                                                                    |                                                                                    |                                                                     |                                                                     |                                                                    |                                                                    |                      |                      |                                              |                                              |
|                      |                      |                                          |                                          |                                                |                                                |                     |                     |                                                              |                                                              |                                                                                            |                                                                                            |                                                    |                                                    |                                                                                    |                                                                                    |                                                                     |                                                                     |                                                                    |                                                                    |                      |                      |                                              |                                              |
| Costanza (1324-1355) | Costanza (1324-1355) | Eleonora (1325-1375) Pietro IV d'Aragona | Eleonora (1325-1375) Pietro IV d'Aragona | Beatrice (1326-1365) Roberto II del Palatinato | Beatrice (1326-1365) Roberto II del Palatinato | Eufemia (1330-1359) | Eufemia (1330-1359) | Violante                                                     | Violante                                                     | Ludovico, XX re di Sicilia (1335-1358)                                                     | Ludovico, XX re di Sicilia (1335-1358)                                                     | Giovanni (1340-1353)                               | Giovanni (1340-1353)                               | Federico, XXI re di Sicilia (1341-1377) I Costanza d'Aragona, II Antonia del Balzo | Federico, XXI re di Sicilia (1341-1377) I Costanza d'Aragona, II Antonia del Balzo | Bianca (1342-1373) Giovanni d'Aragona, conte di Empúries            | Bianca (1342-1373) Giovanni d'Aragona, conte di Empúries            | con discendenza                                                    | con discendenza                                                    |                      |                      |                                              |                                              |
|                      |                      |                                          |                                          |                                                |                                                |                     |                     |                                                              |                                                              |                                                                                            |                                                                                            |                                                    |                                                    |                                                                                    |                                                                                    |                                                                     |                                                                     |                                                                    |                                                                    |                      |                      |                                              |                                              |
|                      |                      |                                          |                                          |                                                |                                                |                     |                     |                                                              |                                                              |                                                                                            |                                                                                            |                                                    |                                                    |                                                                                    |                                                                                    |                                                                     |                                                                     |                                                                    |                                                                    |                      |                      |                                              |                                              |
|                      |                      |                                          |                                          |                                                |                                                |                     |                     |                                                              |                                                              |                                                                                            |                                                                                            |                                                    |                                                    | I Maria, regina di Sicilia (1363-1401) Martino II d'Aragona                        |                                                                                    |                                                                     |                                                                     |                                                                    |                                                                    |                      |                      |                                              |                                              |